# François Hommeril
François Hommeril, né le 23 juillet 1961 à Cherbourg (Manche), est un syndicaliste français, élu président confédéral de la Confédération française de l'encadrement - Confédération générale des cadres (CFE-CGC) au congrès de Lyon des 1er et 2 juin 2016. Il succède à Carole Couvert.

## Biographie

### Formation et carrière
Après une formation en géologie (diplômé de l'École nationale supérieure de géologie) et un doctorat de l'Institut national polytechnique de Lorraine (INPL) en 1989, François Hommeril est ingénieur au centre de recherche sur l'alumine de Gardanne puis ingénieur à l'usine de fabrication de corindon de La Bâthie (Rio Tinto).

### Parcours syndical
Il adhère à la CFE-CGC en 1990, et est élu au comité d'entreprise puis au CCE d'Aluminium Pechiney. En 1994 il est désigné délégué syndical du site de Gardanne, et, en 1998, devient délégué syndical central. De 1999 à 2006, il est représentant syndical au comité de groupe Pechiney. De 1999 à 2012, il est responsable de la coordination Groupe Pechiney, puis Alcan, puis Rio-Tinto,.
De 2000 à 2003, il est membre du comité confédéral CFE-CGC représentant la fédération de la chimie. En 2006 il est délégué national confédéral au pôle Europe et international. En 2010 il devient secrétaire national confédéral sous le mandat de Bernard Van Craeynest.
En 2013 il est candidat à la présidence de la CFE-CGC au congrès de Saint-Malo face à Carole Couvert, mais n'est pas élu. Il est élu président de la confédération au congrès de Lyon, le 1er juin 2016, avec 90,83 % des voix. Seul candidat, il est réélu pour un deuxième mandat de trois ans, avec 91,79% des voix, lors du congrès qui s'est tenu à Deauville les 9 et 10 octobre 2019. Il est de nouveau réélu avec 93,31% des voix, lors du 38e congrès à Tours, le 22 mars 2023.
Il représente la CFE-CGC au sein de l'intersyndicale nationale lors des manifestations et blocages historiques du mouvement social contre le projet de réforme des retraites en France de 2023.
Il est licencié de la société Niche Fused Alumina, où il était salarié jusqu’à présent, après le rachat de celle-ci en novembre 2024. Le nouveau propriétaire a décidé de licencier 54 des 173 employés pour des motifs économiques.